# 720 Bohlinia
720 Bohlinia
720 Bohlinia là một tiểu hành tinh ở vành đai chính. Nó được Franz Kaiser phát hiện ngày 18.10.1911 ở Heidelberg, và được đặt theo tên nhà thiên văn học người Thụy Điển Karl Petrus Theodor Bohlinr để đánh dấu ngày sinh nhật thứ 65 của ông.
Nó thuộc nhóm tiểu hành tinh Koronis. Một nhóm nhà thiên văn học, trong đó có Lucy d'Escoffier Crespo da Silva và Richard P. Binzel, đã sử dụng các quan sát thực hiện từ năm 1998 tới năm 2000 để xác định việc xếp thẳng hàng vectơ quay tròn của các tiểu hành tinh nhóm này. Công trình cộng tác này dẫn tới việc lập ra 61 đường cong ánh sáng vòng quay riêng mới, thêm vào các quan sát đã công bố trước đây.
Binzel và Schelte Bus đã cho thêm kiến thức về tiểu hành tinh này trong một nghiên cứu sóng ánh sáng công bố năm 2003. Dự án này được gọi là "Small tiểu hành tinh vành đai chính Spectroscopic Survey, Phase II" hoặc "SMASSII", được xây dựng trên việc nghiên cứu các tiểu hành tinh ở vành đai chính trước đây. Dữ liệu quang phổ bước sóng thấy được (0.435-0.925 micromét) được thu thập từ tháng 8 năm 1993 tới tháng 3 năm 1999.